# Michele D'Angelo
Michele D'Angelo (Rionero in Vulture, 30 ottobre 1868 – Bu Msafer, 3 marzo 1912) è stato un militare italiano, decorato di Medaglia d'oro al valor militare alla memoria nel corso della guerra italo-turca.

## Biografia
Nacque a Rionero in Vulture (provincia di Potenza) il 30 ottobre 1868, figlio di Donato e di Elisabetta Giordano. Arruolatosi nel Regio Esercito, fu ammesso a frequentare la Regia Accademia Militare di Modena, da dove si trasferì a domanda presso quella di Artiglieria e Genio di Torino. Sottotenente assegnato all'arma di artiglieria nel settembre 1892, divenne tenente il 7 agosto 1894 assegnato in forza alla 7ª Brigata artiglieria da costa,  venendo poi trasferito all'artiglieria da montagna nell’agosto 1897.  Fu promosso capitano nell’agosto 1907,  assumendo il comando di una batteria del 14º Reggimento artiglieria. Assegnato alla Direzione di artiglieria di Venezia (settembre 1907-maggio 1908), ritorno in servizio presso il 1º Reggimento artiglieria da montagna nel gennaio 1910.
Assunto il comando della 12ª Batteria il 15 gennaio 1912, il 26 dello stesso mese partì per la Libia sul piroscafo Verona, sbarcando a Derna. Assegnato alle fortificazioni della città, alle 7:00 del 3 marzo  erano appena iniziati  i lavori quotidiani presso la Ridotta "Lombardia" quando iniziò l'attacco dei turco-arabi,  preceduto da un intenso fuoco di fucileria. Ai primi attaccanti se ne aggiunsero numerosi altri appoggiati dal fuoco dell’artiglieria, e alle 11:00 il combattimento si fece intensissimo, estendendosi a tutto l’altopiano.
Chiamati i rinforzi, la batteria al comando del tenente Rodolfo Boselli si posizionò in posizione avanzata, eseguendo un tiro troppo celere che portò ad un alto consumo di munizioni. Incurante del fuoco nemico egli si diresse verso la batteria "Boselli" ma prima di arrivare fu mortalmente colpito da un proiettile che gli attraversò l’addome. Per onorarne il coraggio fu decretata  la concessione della Medaglia d'oro al valor militare.
Un'epigrafe, posta dall'on. Fortunato, sulla piazza principale di Rionero in Vulture lo ricorda.

### Annotazioni
1. ↑  I lavoratori, incaricati di costruire le opere fortificate avanzate sul ciglione, uscirono dalle trincee di Derna scortati dal 26º Reggimento fanteria "Bergamo" in prima linea e dal 35º Reggimento fanteria in posizione di riserva.

### Fonti
1. 1 2 3 4 5 6 7 8  Bianchi, Cattaneo 2011, p. 86.
2. 1 2 3 4 5 6 7 8  Combattenti Liberazione.
3. 1 2 3 4  Bianchi, Cattaneo 2011, p. 84.
4. 1 2 3 4  Bianchi, Cattaneo 2011, p. 87.
5. ↑  Bollettino Ufficiale 1912, pag. 1022